# شهرک گلوگرد
شهرک گلوگرد، روستایی از توابع بخش بلداجی شهرستان بروجن در استان چهارمحال و بختیاری است.

## جمعیت
این روستا در دهستان چغاخور قرار داشته و براساس آخرین سرشماری مرکز آمار ایران که در سال ۱۳۸۵ صورت گرفته، جمعیت آن ۱٬۰۹۸ نفر (۲۲۲خانوار) بوده‌است.